# CJ미디어
씨제이미디어 주식회사(영어: CJ Media, Inc.는 대한민국의 방송채널사용사업자로 CJ그룹의 계열사이다. 공중파가 아닌 케이블이나 위성 방송을 통해서 방송을 제공하고 있다.
2010년 10월 4일 설립하였으며 2011년 1월 1일 종속회사 챔프TV를 매각 2023년 5월 15일 또매각하였다. 같은 해 3월 1일 기업집단 씨제이의 미디어 계열 4개사와 함께 씨제이이앤엠 주식회사에 피흡수합병 되어 3월 2일 폐업하였다. 합병 후 (구) 씨제이미디어는 (구) 씨제이이엔엠의 방송 사업부문에 포함되어(구) CJ E&M 미디어(영어: CJ E&M Media) (현) CJ ENM 이름으로 운영되고 있다.

## 운영
- tvN
- 올리브

- 중화TV

### 폐지
- 채널CGV